# スーダンの国旗
スーダンの国旗は、1970年5月20日に制定された旗。赤・白・黒の汎アラブ色に、竿側に緑の三角形があしらわれている。赤は革命によって流された尊い血の犠牲を、白は平和と未来への希望を、黒はブラックアフリカを、緑の三角形はイスラム教をそれぞれ象徴する。
1969年5月のモハメド・アン・ヌメイリによる軍事クーデターの前は、ナイル川を表す青を上にした、青・黄・緑の三色旗（現在のガボンの国旗の逆）が使用されていた。

?軍艦旗
空軍旗
?現在の国旗（縦横比2:3の別タイプ）

## 歴史的な旗

?ムハンマド・アリー朝の旗（1882年 - 1922年）
?エジプト王国の国旗（1922年 - 1952年）
?エジプトの国旗（1952年 - 1958年）
?イギリス領スーダンの旗
?イギリス領スーダンの総督旗
1956年 - 1970年の間、使用されていた国旗。一部の民主派が現在も使用。
1956年 - 1970年の間、使用されていた軍艦旗